# Mitridat IV. od Iberije
Mitridat IV. od Iberije (gruz. მირდატ IV), iz dinastije Hosroida, bio je kralj Iberije (Kartlija, istočna Gruzija) od 409. do 411. godine. Na prijestolju je naslijedio svoga polu-brata Farsmana IV.
Bio je sin Aspagura III. (Varaza-Bakura II.) i unuk (s majčine strane) kralja Trdata. U vrijeme očeve smrti 394. godine, Aspagurovi sinovi, Mitridat i njegov polubrat Farsman, bili su još mala djeca. Stoga je Mitridatov djed Trdat postao novi monarh Iberije. O sljedećih petnaest godina Mitridatovog života ništa se ne zna. U tom su razdoblju vladari Iberije prvo bili Trdat, a nakon njegove smrti 406. godine, Mitridatov polu-brat Farsman IV. Kada je potonji umro 409. godine, Mitridat se sam popeo na kraljevsko prijestolje. Gruzijske kronike kritiziraju ga zbog bezbožnosti i zanemarivanja vjerskih građevina i izvještavaju da se usprotivio objema glavnim regionalnim silama, Rimskom i Sasanidskom Carstvu. Poražen od sasanidske vojske, zarobljen je i deportiran u Iran, gdje je i umro. Naslijedio ga je sin Arčil.